# Moriusaq Helistop
Moriusaq Helistop (IATA: , ICAO: BGMO) er en grønlandsk flyveplads beliggende i Moriusaq med et gruslandingsområde på 18 m x 27 m. I 2008 var der ingen starter fra flyvepladsen.
Moriusaq Helistop drives af Mittarfeqarfiit, Grønlands Lufthavnsvæsen. Statens Luftfartsvæsen fører tilsyn med flyvepladsen.

## Eksterne links
- AIP for Grønland fra Statens Luftfartsvæsen Arkiveret 23. august 2010 hos  Wayback Machine

76°45′50″N 69°59′50″V / 76.76389°N 69.99722°V